# El mundo de Mateo
El mundo de Mateo es una serie de televisión de drama y misterio argentina de 2019 producida por Idealismo Contenidos y creada por Mariano Hueter para la TV Pública y Flow. La trama sigue la vida de un joven que es acusado de asesinar a un compañero del colegio y él junto a su padre tratarán de demostrar lo contrario. Está protagonizada por Renato Quattordio, Martina Gusmán, Fernán Mirás, Luciano Cáceres, Cecilia Dopazo, Federico D'Elia y Malena Narvay. La primera temporada fue estrenada el martes 7 de mayo de 2019.
La segunda temporada de la serie se estrenó el 1 de julio del 2021 en Flow.

## Sinopsis
La serie cuenta la historia de un adolescente que se llama Mateo Angelotti (Renato Quattordio) quien es acusado de cometer un asesinato en un pueblo pequeño a las afueras de la ciudad de Buenos Aires. La búsqueda del verdadero culpable develará una serie de oscuros secretos hasta ahora escondidos por todas las familias del pueblo. La psicopedagoga del colegio al que asiste el adolescente, el comisario local y el padre del propio chico, se cruzaran en un difícil entramado donde nadie es lo que parece.

## Elenco
| Actor / Actriz    | Personaje         | Temporadas | Temporadas |
| Actor / Actriz    | Personaje         | 1          | 2          |
| ----------------- | ----------------- | ---------- | ---------- |
| Renato Quattordio | Mateo Angelotti   | Principal  | Principal  |
| Martina Gusmán    | Paula Quevedo     | Principal  |            |
| Fernán Mirás      | Alejo Angelotti   | Principal  | Principal  |
| Luciano Cáceres   | Comisario Ledesma | Principal  | Principal  |
| Cecilia Dopazo    | Celina Ávalos     | Recurrente | Principal  |
| Federico D'Elia   | Carlos Gagliardi  | Recurrente | Principal  |
| Malena Narvay     | Ana Gagliardi     |            | Principal  |

### Recurrente
- Tomás Wicz como Luciano "Lucho" Ávalos.
- Gastón Cocchiarale como "El Gordo" Benítez.
- Fausto Bengoechea como Nicolás de la Torre.
- Fabiana García Lago como Mónica (Temporada 2).
- Tomás Kirzner como Juan Gagliardi (Temporada 2).

### Invitados
- Ignacio Rodríguez de Anca como Franco Ávalos (Temporada 1).
- Jorge Booth como Dr. Aníbal Mendoza.
- Celina Font como Mercedes (Temporada 1).
- Guillermo Pfening como Dr. Jorge Agón (Temporada 1).
- Thomas Capano como Tomás Méndez.
- Johanna Francella como Dra. Carolina Talesnik (Temporada 2).
- Gonzalo Gravano como Lautaro (Temporada 2).
- Boy Olmi como Agustín Rodríguez Villegas (Temporada 2).

## Temporadas
| Temporada | Temporada | Episodios | Emisión original   | Emisión original    | Cadena     | Cadena |
| Temporada | Temporada | Episodios | Comienzo           | Final               | Cadena     | Cadena |
| --------- | --------- | --------- | ------------------ | ------------------- | ---------- | ------ |
|           | 1         | 8         | 7 de mayo de 2019  | 25 de junio de 2019 | TV Pública |        |
|           | 2         | 8         | 1 de julio de 2021 | 1 de julio de 2021  | Flow       |        |

## Episodios

### Primera temporada (2019)
| N.º (serie) | N.º (temp) | Título       | Director       | Guionista(s)                        | Emisión original    |
| ----------- | ---------- | ------------ | -------------- | ----------------------------------- | ------------------- |
| 1           | 1          | «Episodio 1» | Mariano Hueter | Mariano Hueter y Ezequiel Goldstein | 7 de mayo de 2019   |
| 2           | 2          | «Episodio 2» | Mariano Hueter | Mariano Hueter y Ezequiel Goldstein | 14 de mayo de 2019  |
| 3           | 3          | «Episodio 3» | Mariano Hueter | Mariano Hueter y Ezequiel Goldstein | 21 de mayo de 2019  |
| 4           | 4          | «Episodio 4» | Mariano Hueter | Mariano Hueter y Ezequiel Goldstein | 28 de mayo de 2019  |
| 5           | 5          | «Episodio 5» | Mariano Hueter | Mariano Hueter y Ezequiel Goldstein | 4 de junio de 2019  |
| 6           | 6          | «Episodio 6» | Mariano Hueter | Mariano Hueter y Ezequiel Goldstein | 11 de junio de 2019 |
| 7           | 7          | «Episodio 7» | Mariano Hueter | Mariano Hueter y Ezequiel Goldstein | 18 de junio de 2019 |
| 8           | 8          | «Episodio 8» | Mariano Hueter | Mariano Hueter y Ezequiel Goldstein | 25 de junio de 2019 |

### Segunda temporada (2021)
| N.º (serie) | N.º (temp) | Título        | Director       | Guionista(s)                        | Emisión original   |
| ----------- | ---------- | ------------- | -------------- | ----------------------------------- | ------------------ |
| 9           | 1          | «Episodio 9»  | Mariano Hueter | Mariano Hueter y Ezequiel Goldstein | 1 de julio de 2021 |
| 10          | 2          | «Episodio 10» | Mariano Hueter | Mariano Hueter y Ezequiel Goldstein | 1 de julio de 2021 |
| 11          | 3          | «Episodio 11» | Mariano Hueter | Mariano Hueter y Ezequiel Goldstein | 1 de julio de 2021 |
| 12          | 4          | «Episodio 12» | Mariano Hueter | Mariano Hueter y Ezequiel Goldstein | 1 de julio de 2021 |
| 13          | 5          | «Episodio 13» | Mariano Hueter | Mariano Hueter y Ezequiel Goldstein | 1 de julio de 2021 |
| 14          | 6          | «Episodio 14» | Mariano Hueter | Mariano Hueter y Ezequiel Goldstein | 1 de julio de 2021 |
| 15          | 7          | «Episodio 15» | Mariano Hueter | Mariano Hueter y Ezequiel Goldstein | 1 de julio de 2021 |
| 16          | 8          | «Episodio 16» | Mariano Hueter | Mariano Hueter y Ezequiel Goldstein | 1 de julio de 2021 |

## Producción
La producción inició su rodaje en septiembre de 2018, en Berazategui, donde el director Mariano Hueter habría encontrado los mejores escenarios naturales para producir esta serie.

## Premios y nominaciones
| Lista de premios y nominaciones | Lista de premios y nominaciones | Lista de premios y nominaciones | Lista de premios y nominaciones     | Lista de premios y nominaciones | Lista de premios y nominaciones |
| Año                             | Ceremonia de premiación         | Categoría                       | Nominado/a (s)                      | Resultado                       | Ref(s)                          |
| ------------------------------- | ------------------------------- | ------------------------------- | ----------------------------------- | ------------------------------- | ------------------------------- |
| 2019                            | Produ Awards                    | Mejor Actor Revelación          | Renato Quattordio                   | Nominado                        | [ 4 ]                           |
| 2020                            | Festival Buenos Aires Series    | Mejor Guion                     | Mariano Hueter y Ezequiel Goldstein | Ganadores                       | [ 5 ]                           |
| 2020                            | Festival Buenos Aires Series    | Mejor Montaje                   | Julián Escandarani y Jonathan Rydz  | Ganadores                       | [ 5 ]                           |